# محمية الطبيق
محمية الطبيق هي محمية طبيعة في المملكة العربية السعودية تحت إدارة هيئة تطوير محمية الملك سلمان بن عبدالعزيز الملكية، تقع محمية الطبيق في شمال غرب المملكة مع حدود المملكة الأردنية الهاشمية، تبلغ مساحة المحمية 12200 كيلومتر مربع، تمتاز المحمية بالوعورة حيث توجد جبال الطبيق في الجهة الغربية والوسطى، حيث يصل ارتفاعها إلى 1388 متر بالإضافة إلى الأودية والشعاب والخباري، وتكثر على السطح الصخور الرسوبية الرملية والجيرية، وتوجد بعض المناطق الرملية في الجهة الشرقية من المحمية.
توصف المحمية بفقر غطائها النباتي نتيجة للرعي الجائر وقطع الأشجار فيما عدا الأودية التّي تكثر فيها أشجار الطلح والعوسج وبعض الشجيرات والأعشاب، ويعتبر الوعل من أهم حيوانات المحمية، كما توجد أعداد قليلة من الظبي الريم والذئب العربي والثّعالب والأرنب البري، وبعض أنواع الزواحف والطيور المستوطنة والمهاجرة.